# هگزامتونیوم
هگزامتونیوم (انگلیسی: Hexamethonium) یک مسدودکننده گانگلیونی غیر دپلاریزه‌کننده، یک آنتاگونیست گیرنده نیکوتین (nAChR) است که در گانگلیون‌های خودمختار با اتصال بیشتر به گیرنده nAChR و نه خود محل اتصال استیل‌کولین، عمل می‌کند. هیچ تأثیری بر گیرنده‌های استیل‌کولین موسکارینی (mAChR) واقع در اندام های هدف سیستم عصبی پاراسمپاتیک ندارد، اما به عنوان آنتاگونیست در گیرنده‌های استیل‌کولین نیکوتین واقع در گانگلیون‌های سمپاتیک و پاراسمپاتیک (nAChR) عمل می‌کند.

## فارماکولوژی
این دارو می‌تواند بر روی گیرنده های مکان های پیش گانگلیونی در هر دو سیستم عصبی سمپاتیک و پاراسمپاتیک، که هر دو توسط گیرنده‌های استیل‌کولین یونوتروپیک دردار با لیگاند نیکوتین تنظیم می‌شوند، عمل کند. سیستم‌های سمپاتیک پس گانگلیونی معمولاً توسط نوراپی‌نفرین (نورآدرنالین) (گیرنده‌های آدرنرژیک) تنظیم می‌شوند، در حالی که سیستم‌های پاراسمپاتیک مبتنی بر استیل‌کولین هستند و در عوض به گیرنده‌های موسکارینی متکی هستند (برخی نورون‌های سمپاتیک پس از گانگلیونی، مانند آن‌هایی که غده‌های غدد عرق را تحریک می‌کنند).
سیستم اندام و اثرات نامطلوب مسدودکننده‌های گانگلیون به دلیل انسداد محرک‌های پاراسمپاتیک و سمپاتیک در محل‌های پیش‌گانگلیونی است. عوارض جانبی شامل سمپاتولیتیک ترکیبی (مانند افت فشار خون ارتواستاتیک و اختلال عملکرد جنسی) و پاراسمپاتولیتیک (مانند یبوست، احتباس ادرار، گلوکوم، تاری دید، کاهش ترشح غدد اشکی، خشکی دهان) (اثرات زروستومی) است.

## کاربرد
پیش‌تر برای درمان اختلالاتی، مانند فشار خون مزمن، سیستم عصبی محیطی، که فقط توسط سیستم عصبی سمپاتیک عصب‌بندی می‌شود، استفاده می‌شد. اختصاصی نبودن این درمان منجر به قطع استفاده از آن شد.
به نظر می‌رسد استفاده از هگزامتونیوم استنشاقی، یک داروی تایید نشده، در یک داوطلب عادی در طول یک مطالعه پزشکی، با توجه به وجود "تیرگی شیشه‌ای" غیرطبیعی در عکس قفسه سینه، باعث مرگ وی شده یا در مرگ او نقش داشته است.